# 國家兩廳院表演藝術圖書館
國家兩廳院表演藝術圖書館（簡稱表演藝術圖書館）是國家表演藝術中心國家兩廳院所屬的專門圖書館，位於國家戲劇院地下一樓，主要典藏音樂、戲劇、舞蹈、舞台、劇院管理等主題資料，並特藏由兩廳院主辦節目的海報、節目單與影音資料等。另設有「特殊典藏室」，典藏2008年樂評家曹永坤所贈約7萬多件的黑膠唱片與CD，使館藏更趨多元。
館內空間全面開放讓民眾自由進入使用，更精心規劃各種主題策展、專題講座、音樂沙龍，與親子樂齡的活動，讓有興趣的人能夠參與，創造表演藝術愛好者交流與閱讀的知識文化空間。

## 歷史
- 1987年10月6日，兩廳院完工啟用，由「國家劇院及音樂廳營運管理籌備處」管理；圖書館前身隸屬規劃組。
- 1991年10月1日，圖書室以任務編組方式成立，聘請吳祖善教授為主任，中心史料檔案及圖書視聽資料開始進行編目。
- 1991年10月，圖書室下設圖書期刊中心及視聽中心，前者位於國家音樂廳B樓（現NSO辦公室），後者位於國家戲劇院G樓（現戲台酒館），開放服務員工。視聽中心開始辦理影片欣賞活動，供民眾免費觀賞。
- 1992年12月20日，《國立中正文化中心暫行組織規程》生效，「圖書室」成為正式組織；後歷經多次組織調整輾轉改制為「圖書資訊部」、「圖書資訊組」。
- 1993年3月，圖書期刊中心自國家音樂廳B樓搬遷至國家戲劇院G樓（現G樓The cafe’ by 想 國家戲劇院）。
- 1994年1月，視聽中心採會員制方式對外開放提供服務。
- 1995年6月，完成館藏編目，開放線上查詢。
- 1995年9月，開始提供大專院校表演藝術相關科系每年三名優秀學生，時效一年之免費閱覽證。
- 1996年5月，開放會員外借圖書及視聽資料服務，並建立表演藝術圖書室網站。
- 1997年1月，開始舉辦讀書會活動。
- 1998年2月，開始辦理隔月一次週末民眾免費入館使用。
- 1998年6月，開始每日開放使用（每個月第一天休館）。
- 1999年5月，圖書室會員卡併入兩廳院之友卡。
- 2000年5月，開始建立藝文剪輯資料庫。
- 2003年6月，圖書期刊中心由國家戲劇院G樓搬移至國家音樂廳B樓（現NSO辦公室）。
- 2004年7月，開始辦理館藏主題展覽。
- 2005年9月，開始建立兩廳院演出資料之數位典藏作業。
- 2006年1月，圖書期刊中心、視聽中心整併於國家戲劇院B樓，更名為「國立中正文化中心表演藝術圖書館」。
- 2007年10月，線上「兩廳院數位博物館」正式對外開放使用。
- 2008年7月，已故樂評家曹永坤先生捐贈畢生典藏7萬餘件之古典黑膠及CD唱片。中心於7月12日與曹氏家屬簽署「捐贈備忘錄」。
- 2009年，獲得樂評家曹永坤遺贈音樂視聽資料，增加了七萬餘件黑膠唱片及古典音樂CD，因此建置了「特殊視聽資料典藏室」[1]，並正式對外開放使用。
- 2009年11月，開放「兩廳院之友」各級卡友入館使用。
- 2010年12月，與中央研究院簽訂合作備忘錄，兩廳院主辦之演出資料正式納入「國家數位典藏計劃」之聯合目錄中。
- 2011年7月，兩廳院表演藝術圖書館成立20週年，更新入口意象，同時設立圖書館大事紀燈牆。
- 2012年6月，慶祝兩廳院25週年慶，首次將節目相關文物以全國巡迴方式展出。
- 2014年4月，隨國立中正文化中心改制為國家表演藝術中心國家兩廳院後，更名為「國家兩廳院表演藝術圖書館」。
- 2020年，國家兩廳院專責管理表演藝術圖書館的圖書資訊組改制為「藝術推廣組」，為兩廳院公共溝通部下轄組別之一。
- 2020年5月，表演藝術圖書館封館改裝前夕舉辦「廳院松Spacethon 」工作坊，然因規畫過程中，轉型為「文化知識的客廳」的規劃方向、專責營運組織整併、新購館藏改以數位資料庫為主，以及遭質疑原訂表圖從地下停車場旁搬遷至新建捷運連通道處之計畫受到取消，引發藝文界強烈批評與質疑兩廳院以「升級」為名，放棄了圖書館的經營主體及其典藏機能，進而擔憂表演藝術圖書館只剩下「客廳」的功能。
- 6月15日表演藝術圖書館閉館整修。[2][3][4][5]
- 2020年9月1日，表演藝術圖書館於閉館整修期間提供「線上預約借閱服務」服務，讀者可於圖書館網站館藏查詢系統預約欲借閱館藏，並於圖書館臨時服務櫃臺領取。
- 2021年1月15日，「國家兩廳院數位博物館」系統升級為「國家表演藝術中心數位典藏系統」，典藏範圍由國家兩廳院擴及至國家表演藝術中心轄下之「三館一團」（衛武營國家藝術文化中心、臺中國家歌劇院、國家兩廳院、國家交響樂團）。開放表演藝術圖書館館內使用。
- 2021年1月20日，表演藝術圖書館裝修後重新開館，並開始開放一般民眾使用。[6]
- 2021年3月3日，舉辦「藝術家的秘密角落」賴聲川主題展。除相關館藏推薦外，並於3月11日舉辦講座。
- 2021年4月1日，舉辦「藝術家的秘密角落」黃翊主題展。除相關館藏推薦外，並於4月4日舉辦兒童哲學工作坊、4月10日舉辦講座。
- 2021年5月15日至7月26日止，因應疫情變化，兩廳院全面閉館，表演藝術圖書館閉館暫停對外服務，並同步調整「館藏借閱到期日」及「預約到館日」。
- 2021年7月2日，延伸自《PAR表演藝術》雜誌五月號「如果在2030，一間表藝圖書館」專題，舉辦同名主題展，展示不同專家、劇場工作者以多元角度所推薦相關館藏。
- 2021年8月1日，因疫情影響，為減少群聚但持續提供表演藝術資源，表演藝術圖書館提升會員館藏借閱數量，並開放館外使用數位資料庫至2021年年底。
- 2021年10月15日，舉辦中華開發文教基金會X兩廳院「遇見蕭邦」特展，由企業夥伴與鋼琴家嚴俊傑共同策劃，並舉辦華沙蕭邦鋼琴大賽追賽導聆、對談、音樂沙龍等多場線上線下活動，累計參觀展覽人次9,626人次、系列活動線上影片觀賞44萬人次。
- 2021年11月1日，為服務更多喜愛音樂的讀者，開放提供全國文獻館際服務系統（下稱館合系統）館際合作「樂譜」借閱服務。
- 2022年6月14日，表演藝術圖書館正式啟用新版館藏查詢系統「國家兩廳院表演藝術圖書館資源探索系統」。

## 外部連結
- 國家兩廳院表演藝術圖書館（页面存档备份，存于）
- 國家兩廳院表演藝術圖書館 （页面存档备份，存于）